# NGC 7136
NGC 7136 — двойная звезда в созвездии Козерог.
Этот объект входит в число перечисленных в оригинальной редакции «Нового общего каталога».